# Paul Collingwood
Paul Collingwood (nacido el 26 de mayo de 1976) es un exjugador de críquet inglés. Es el primer capitán de Twenty20 críquet para Inglaterra. Fue el capitán ganador de la Copa ICC World Twenty20 de 2010. Fue miembro habitual del equipo de pruebas de Inglaterra y capitán del equipo One Day International (2007-2008). Fue elegido como uno de los cinco Wisden Cricketer of the Year en 2007.

## Carrera profesional

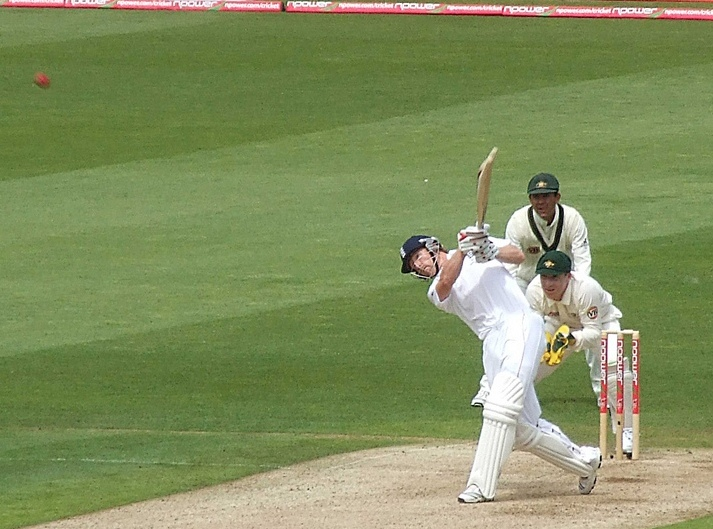
Collingwood en 2009.

El 7 de junio de 2001, Collingwood hizo su debut en One Day International para Inglaterra contra Pakistán. El 2 de diciembre de 2003 debutó en Test Cricket contra Sri Lanka. El 13 de junio de 2005, Collingwood debutó en el Twenty20 contra Australia.
Contra Sudáfrica en noviembre de 2009, Collingwood superó el récord de Alec Stewart de 170 One Day International para convertirse en el jugador con más partidos internacionales de Inglaterra. Mantuvo el récord hasta mayo de 2019, cuando Eoin Morgan superó a Collingwood durante la serie de Inglaterra contra Pakistán.
Collingwood anunció su retiro de Test Cricket en enero de 2011, durante el quinto Test Cricket de la serie Ashes 2010-11. Se retiró del cricket de primera clase y de la Lista A en septiembre de 2018.